# Adelén
Adelén, née Adelén Rusillo Steen le 4 novembre 1996 à Tønsberg, est une chanteuse norvégienne, d'origine espagnole et norvégienne.

## Biographie
Adelén est née d'une mère espagnole originaire de Bailén, et d'un père norvégien originaire de Horten.
Adelén participe à la sélection nationale de l'Eurovision 2013 d'Oslo en y chantant le titre Bombo, écrit par Ina Wroldsen et Quiz & Larossi, parvient à atteindre la seconde place,. Après cette performance, Bombo atteint la deuxième place des classements sur iTunes. Il atteint également le classement musical officiel norvégien VG-lista. Le titre remporte l'OGAE Second Chance Contest de 2013, et l'Eurodanceweb Award avec le plus haut score jamais atteint dans l'histoire de l'Eurodanceweb (284 points).
Toujours en 2013, elle signe avec Simon Fuller afin de se populariser à l'international. Le 21 juin 2013, une avant-première de son premier single, Baila Conmigo, est mise en ligne sur YouTube, tandis que la version intégrale est mise en vente sur iTunes,.
En 2014, elle enregistre Olé pour l'album de la Coupe du monde de football de 2014, One Love, One Rhythm – The 2014 FIFA World Cup Official Album, qui atteint la première place des classements sur iTunes.

## Discographie

### Singles
- 2013 : Bombo
- 2013 : Baila Conmigo
- 2014 : Olé
- 2015 : Spell On Me
- 2016 : Wild Like Me